# 도미타촌 (후쿠시마현 아사카군)
도미타촌(富田村)은 일본 후쿠시마현 아사카군에 설치되었던 촌이다.